# 鲁迪亚诺
鲁迪亚诺（義大利語：Rudiano），是意大利布雷西亚省的一个市镇。总面积9平方公里，人口5689人，人口密度632.1人/平方公里（2009年）。国家统计（ISTAT）代码为017167。